# Sistema Atalaia de Comunicação
Sistema Atalaia de Comunicação é um grupo de comunicação de Sergipe, com sede na capital Aracaju. Pertence a Walter Franco e foi inaugurada em 17 de maio de 1975, a partir da criação da TV Atalaia, sendo que a empresa já era proprietária da Rádio Atalaia fundada em 1968, hoje Metropolitana FM Aracaju. Além da TV Atalaia, a empresa também controla a Nova Brasil FM Aracaju, a Cidade 99 FM de Simão Dias, o portal A8 e o Jornal da Cidade.

## História
A empresa foi fundada em 1968 pelo senador Augusto Franco, a partir da criação da Rádio Atalaia em AM 770 kHz. Em 1975, era fundada a TV Atalaia que na época era afiliada a TV Tupi, em 1976, o Sistema Atalaia criava o Jornal da Cidade, o primeiro jornal impresso da capital Aracaju, e em 1979, a empresa criava a Atalaia FM, a primeira emissora comercial no dial FM de Sergipe.
Em 1980, com a extinção da TV Tupi, a TV Atalaia passa a transmitir a programação da mais nova recém-inaugurada por via-satélite Rede Bandeirantes e manteve os programas locais. Sendo que em 1986, termina a afiliação com a Rede Bandeirantes e passa virar afiliada do SBT.
Em 1996, a Atalaia FM encerra sua programação independente, e passa a transmitir a Jovem Pan FM, mudando o seu nome para Jovem Pan 2 Aracaju, porém em 1999 a emissora encerra o contrato com a rede paulista e em 2000, a Atalaia FM retorna com programação jovem. Quando passa a adotar a marca Megga Atalaia FM, passando a ter programação popular.
Em 2005, as rádios do Sistema Atalaia são arrendadas à Igreja Universal do Reino de Deus, durando até 2007, quando a Rádio Atalaia passa a ser arrendada à Igreja Pentecostal Deus é Amor, transmitindo a programação religiosa da Rádio Deus é Amor. A Atalaia FM seguiu com a transmissão da Rede Aleluia.
Em 28 de junho de 2006, representantes da TV Atalaia e a RecordTV firmaram o contrato de afiliação, em solenidade com coquetel realizado no Quality Hotel, em Aracaju, previsto a acontecer em 17 de julho.
Em 17 de julho, a TV Atalaia passa a transmitir a programação da RecordTV, depois de 20 anos como afiliada ao SBT.
Em 2011, o Sistema Atalaia e a Mix FM fecharam contrato de afiliação para estrear a emissora a partir de 17 de março, data de aniversário de Aracaju. Porém, mudanças na administração da Atalaia motivaram um adiamento na parceria. A Mix alegou que o tempo de contrato solicitado pela emissora local inviabilizou a ida da rede para Aracaju, que preferiu reinaugurar a Mega FM, de programação popular. Quase três anos após a reestreia, o Sistema Atalaia firmou nova parceria com a Mix FM e a 93.5 FM foi inaugurada como Mix FM Aracaju às 14h de 22 de janeiro de 2014 (horário local).
Em agosto de 2017, foi anunciado que a Rádio Atalaia passaria a ser afiliada da Central Brasileira de Notícias, após sua migração para o dial FM. A estreia estava prevista para ocorrer em 2 de outubro, sendo adiada para 8 de novembro. A afiliação marcou o retorno da emissora para a região, após a passagem de 1 ano na frequência da Rádio Liberdade 930 AM. Em outubro, a Rádio Atalaia deixa de retransmitir a programação religiosa e passa a repetir o sinal da Mix FM Aracaju. A emissora estreou sua frequência em FM 90.5 MHz em 6 de novembro de 2017, retransmitindo a programação de rede da CBN em caráter experimental. Dois dias depois, no dia 8, entrou no ar em definitivo, com sua estreia marcada por um café-da-manhã para convidados no Radisson Hotel, na Orla de Atalaia.
Foi anunciado em novembro de 2018, que a Mix FM Aracaju passará a se afiliar à rede NovaBrasil FM no dia 28 e que a Mix FM vai retornar em breve em um novo canal.
O Sistema Atalaia, comunicou que a estreia da NovaBrasil FM foi adiada para 2 de janeiro de 2019, enquanto isso a emissora deixou de operar como Mix FM Aracaju a partir de 28 de novembro e começou a programação de expectativa com musicas do mesmo formato da nova emissora. A afiliação foi iniciada com a transmissão do Radar, às 18h (horário de Brasília).
Em abril de 2021, o Sistema Atalaia retomou as operações da Rádio Cidade em Simão Dias, que passou a se chamar Cidade 99 FM, após 3 anos de parceria com a Rede Xodó FM de Aracaju, em menos de 1 mês a emissora se tornou sucesso na cidade.

## Empresas

### Televisão
- TV Atalaia

### Rádios
- Cidade 99 FM (Simão Dias)
- Metropolitana FM Aracaju
- NovaBrasil FM Aracaju

### Mídia Impressa
- Jornal da Cidade

### Internet
- Portal A8